# Изидру, Педру
Педру Мигел Пирикиту Изидру (порт. Pedro Miguel Piriquito Isidro; род. 17 июля 1985, Азамбужа) — португальский легкоатлет, специалист по спортивной ходьбе. Выступал за сборную Португалии по лёгкой атлетике в 2005—2018 годах, бронзовый призёр иберо-американского чемпионата, победитель и призёр первенств национального значения, участник двух летних Олимпийских игр.

## Биография
Педру Изидру родился 17 июля 1985 года в муниципалитете Азамбужа округа Лиссабон, Португалия.
С 2005 года регулярно принимал участие в крупных стартах по спортивной ходьбе, национального и международного уровня.
В 2008 году на Кубке мира по спортивной ходьбе в Чебоксарах занял 50-е место в дисциплине 20 км.
В 2009 году на 20-километровой дистанции закрыл двадцатку сильнейших Кубка Европы по спортивной ходьбе в Меце.
В 2010 году в ходьбе на 20 км стал тридцатым на Кубке мира в Чиуауа, в ходьбе на 20 000 метров завоевал бронзовую награду на иберо-американском чемпионате в Сан-Фернандо.
На домашнем Кубке Европы 2011 года в Ольяне показал на финише 14-й результат.
В 2012 году в ходьбе на 50 км занял 26-е место на Кубке мира в Саранске. Благодаря череде успешных выступлений удостоился права защищать честь страны на летних Олимпийских играх в Лондоне — в программе 50 км показал время 3:58:59, расположившись в итоговом протоколе соревнований на 37-й строке.
В 2013 году в дисциплине 50 км был 17-м на Кубке Европы в Дудинце и 28-м на чемпионате мира в Москве.
В 2014 году в 50-километровой ходьбе занял 22-е место на Кубке мира в Тайцане и 25-е место на чемпионате Европы в Цюрихе.
В 2015 году на домашних соревнованиях в Риу-Майор установил свои личные рекорды в ходьбе на 20 и 35 км — 1:24:53 и 2:40:59 соответственно. На Кубке Европы в Мурсии сошёл с дистанции в 50 км, тогда как на чемпионате мира в Пекине с личным рекордом 3:55:44 финишировал 21-м.
В 2016 году выиграл чемпионат Португалии в ходьбе на 20 км. На командном чемпионате мира по спортивной ходьбе в Риме не смог финишировать, сойдя с дистанции 50 км. Выполнив олимпийский квалификационный норматив, благополучно прошёл отбор на Олимпийские игры в Рио-де-Жанейро, где в ходьбе на 50 км с результатом 4:03:42 занял 32-е место.
В 2017 году в той же дисциплине стал восьмым на Кубке Европы в Подебрадах, показал 31-й результат на чемпионате мира в Лондоне.
В 2018 году стартовал на командном чемпионате мира в Тайцане, занял 24-е место на чемпионате Европы в Берлине.
Завершил спортивную карьеру по окончании сезона 2021 года.